# Paracyclops longispina
Paracyclops longispina – gatunek widłonoga z rodziny Cyclopidae. Opisał go w 1998 roku zespół naukowców w składzie: Süphan Karaytuğ, Danielle Defaye i Geoffrey A. Boxshall. Miejsce typowe to jezioro Hohnel na górze Kenia w Kenii.